# Императрица Ван (Западное Ся)
Императрица Ван (ум.1168) — первая жена тангутского императора Жэнь-сяо.
О её жизни мало известно. Она была из аристократической тангутский семьи. Она стала императрицей в декабре 1139 или 1140 года (месяц указан как декабрь 1139 года или январь 1140 года в «Истории песни» и февраль или март 1140 года в «Сися Шуши» ).
Историки говорят, что императрица Ван была образованной и восхищалась обычаями народа хань, и что император Жэньцзун сделал её императрицей из-за её привлекательности. Во время своего пребывания в статусе императрицы она дисциплинировала гарем императора, чтобы правила всегда соблюдались.
Во время охоты в горах Хелан в 1155 году император Жэньцзун упал с лошади и поранился. В ярости он хотел убить строителей дорог, но чиновник по имени Ахуа (阿 華) остановил его и упрекнул. Узнав об этом после их возвращения, императрица Ван наградила Ахуа серебряными монетами, чтобы побудить больше министров говорить честно.
Императрица Ван умерла зимой 1167—1168 годов. На смертном одре она сказала императору, чтобы он уважал и чтил своих министров и уделял больше внимания государственным делам.